# Station Soultz-sous-Forêts
Het Station Soultz-sous-Forêts is een spoorwegstation in de Franse gemeente Soultz-sous-Forêts.

## Treindienst
| Serie      | Treinsoort | Route                                                          | Bijzonderheden |
| ---------- | ---------- | -------------------------------------------------------------- | -------------- |
| TER 830500 | TER (SNCF) | Strasbourg-Ville – Haguenau – Soultz-sous-Forêts – Wissembourg |                |